# Ciesnowa I
Ciesnowa I (biał. Цеснавая 1, Ciesnawaja 1; ros. Тесновая 1, Tiesnowaja 1) – wieś na Białorusi, w obwodzie mińskim, w rejonie stołpeckim, w sielsowiecie Litwa, na obrzeżach Puszczy Nalibockiej i przy drodze republikańskiej R54.
Znajduje tu się rzymskokatolicka parafia pw. św. Maksymiliana Marii Kolbego, z kościołem zbudowanym w latach 1994-1998.

## Historia
W dwudziestoleciu międzywojennym leżała w Polsce, w województwie nowogródzkim, w powiecie wołożyńskim, w gminie Iwieniec. W 1921 miejscowość liczyła 137 mieszkańców, zamieszkałych w 21 budynkach, wyłącznie Polaków. 132 mieszkańców było wyznania rzymskokatolickiego i 5 prawosławnego.
W czasie II wojny światowej 5 mieszkańców Ciesnowy I i II dołączyło do Zgrupowania Stołpeckiego Armii Krajowej.
Po II wojnie światowej w granicach Związku Sowieckiego. Od 1991 w niepodległej Białorusi. Do 28 maja 2013 siedziba sielsowietu Ciesnowa liczącego 15 miejscowości.

## Ludzie związani z miejscowością
- Stanisław Polak Staś (ur. w 1912 w Ciesnowej) – żołnierz Armii Krajowej, zamordowany przez UB w 1950[6]
- Kazimierz Kuczyński Kułas (ur. w 1923 w Ciesnowej) – żołnierz Armii Krajowej, powstaniec warszawski[7]
- Stanisław Jawid (ur. w 1925 w Ciesnowej) – żołnierz Armii Krajowej, powstaniec warszawski[8]